# Michal Mertiňák
Michal Mertiňák (Považská Bystrica, 10 ottobre 1979) è un ex tennista slovacco.

## Carriera
Tennista specializzato nel doppio, in questa disciplina ha vinto tredici tornei di cui più della metà in coppia con il connazionale František Čermák. La sua superficie preferita è la terra, dove ha infatti vinto ben otto tornei.
Nei tornei dello Slam ha ottenuto il miglior risultato a Wimbledon 2005 quando si è avventurato fino ai quarti di finale. In Coppa Davis ha giocato un totale di ventotto match con la squadra slovacca vincendone sedici e in questa competizione ha raggiunto la finale nel 2005.

## Statistiche

### Doppio

#### Vittorie (13)
| Legenda                                             |
| Grande Slam (0)                                     |
| Tennis Masters Cup / ATP World Tour Finals (0)      |
| ATP Masters Series / ATP World Tour Master 1000 (0) |
| ATP World Tour 500 Series (3)                       |
| ATP World Tour 250 Series (10)                      |

| Numero | Data              | Torneo                                  | Superficie    | Compagno          | Avversari in finale                  | Punteggio           |
| 1.     | 2 gennaio 2006    | Chennai Open, Chennai                   | Cemento       | Petr Pála         | Prakash Amritraj Rohan Bopanna       | 6–2, 7–5            |
| 2.     | 30 gennaio 2006   | PBZ Zagreb Indoors, Zagabria            | Sintetico (i) | Jaroslav Levinský | Davide Sanguinetti Andreas Seppi     | 7–6(7), 6–1         |
| 3.     | 29 luglio 2007    | Croatia Open Umag, Umago                | Terra rossa   | Lukáš Dlouhý      | Jaroslav Levinský David Škoch        | 6–1, 6–1            |
| 4.     | 17 settembre 2007 | Romanian Open, Bucarest                 | Terra rossa   | Oliver Marach     | Martín García Sebastián Prieto       | 7–6(2), 7–6(8)      |
| 5.     | 1º marzo 2008     | Abierto Mexicano Telcel, Acapulco       | Terra rossa   | Oliver Marach     | Agustín Calleri Luis Horna           | 6–2, 6(3)–7, [10–7] |
| 6.     | 14 luglio 2008    | Croatia Open Umag, Umago (2)            | Terra rossa   | Petr Pála         | Carlos Berlocq Fabio Fognini         | 2–6, 6–3, [10–5]    |
| 7.     | 28 febbraio 2009  | Abierto Mexicano Telcel, Acapulco (2)   | Terra rossa   | František Čermák  | Łukasz Kubot Oliver Marach           | 4–6, 6–4, [10–7]    |
| 8.     | 19 luglio 2009    | Mercedes Cup, Stoccarda                 | Terra rossa   | František Čermák  | Victor Hănescu Horia Tecău           | 7–5, 6–4            |
| 9.     | 2 agosto 2009     | Croatia Open Umag, Umago (3)            | Terra rossa   | František Čermák  | Johan Brunström Jean-Julien Rojer    | 6–4, 6–4            |
| 10.    | 26 settembre 2009 | BRD Năstase Ţiriac Trophy, Bucarest (2) | Terra rossa   | František Čermák  | Johan Brunström Jean-Julien Rojer    | 6–2, 6–4            |
| 11.    | 8 novembre 2009   | Valencia Open 500, Valencia             | Cemento (i)   | František Čermák  | Marcel Granollers Tommy Robredo      | 6–4, 6–3            |
| 12.    | 3 ottobre 2010    | Malaysian Open, Kuala Lumpur            | Cemento (i)   | František Čermák  | Mariusz Fyrstenberg Marcin Matkowski | 7–6(3), 7–6(5)      |
| 13.    | 20 ottobre 2012   | Kremlin Cup, Mosca                      | Cemento (i)   | František Čermák  | Simone Bolelli Daniele Bracciali     | 7-5, 6-3            |